# Isola del Cantone
Isola del Cantone is een gemeente in de Italiaanse provincie Genua (regio Ligurië) en telt 1494 inwoners (31-12-2004). De oppervlakte bedraagt 47,8 km², de bevolkingsdichtheid is 32 inwoners per km².
De volgende frazioni maken deel uit van de gemeente: Borlasca, Montessoro, Pietrabissara, Prarolo, Vobbietta.

## Demografie
Isola del Cantone telt ongeveer 743 huishoudens. Het aantal inwoners daalde in de periode 1991-2001 met 7,5% volgens cijfers uit de tienjaarlijkse volkstellingen van ISTAT.
| Jaar | Inwoneraantal |
| ---- | ------------- |
| 1991 | 1610          |
| 2001 | 1490          |

## Geografie
De gemeente ligt op ongeveer 296 meter boven zeeniveau.
Isola del Cantone grenst aan de volgende gemeenten: Arquata Scrivia (AL), Busalla, Gavi (AL), Grondona (AL), Mongiardino Ligure (AL), Roccaforte Ligure (AL), Ronco Scrivia, Vobbia en Voltaggio (AL).

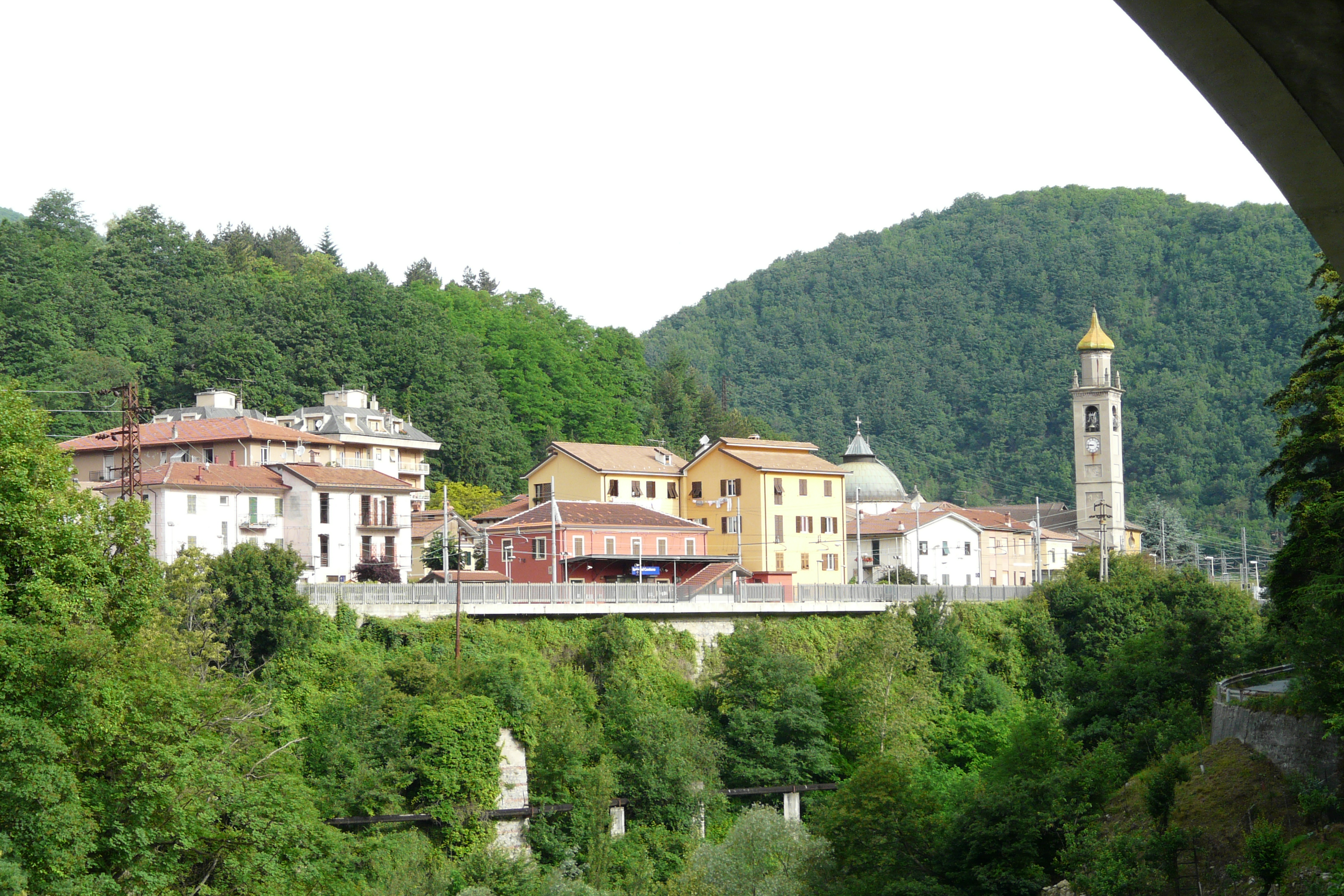
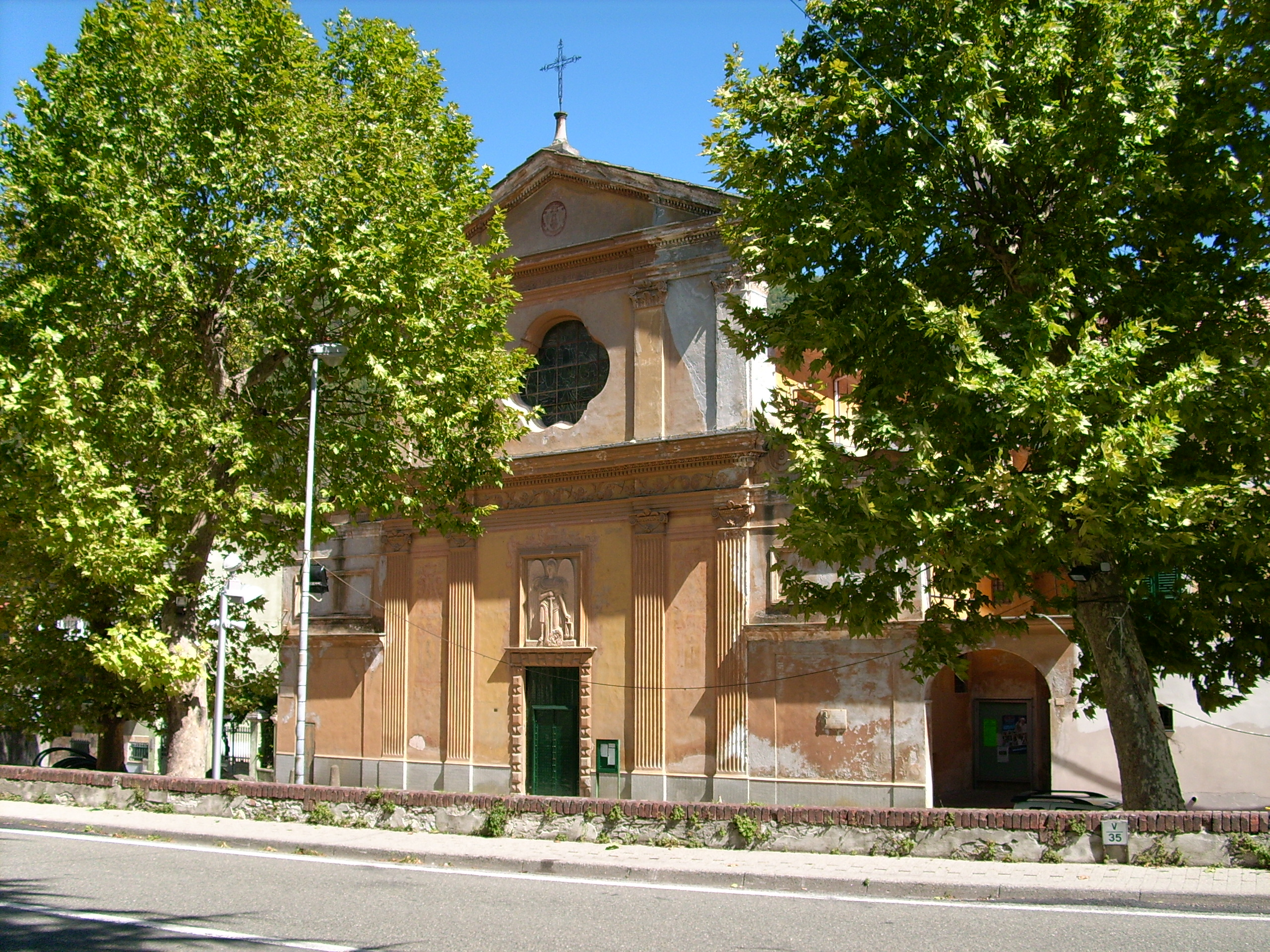
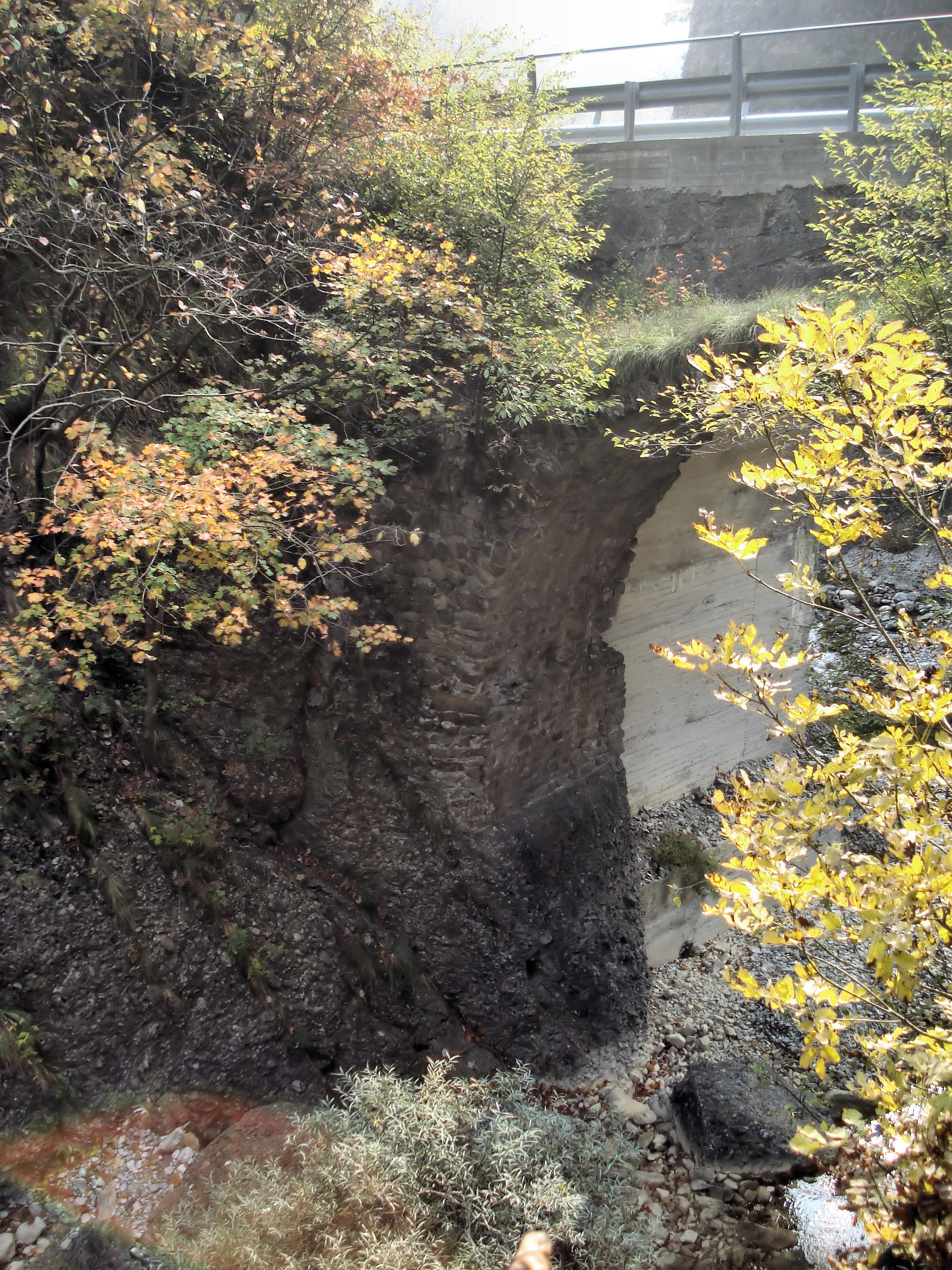
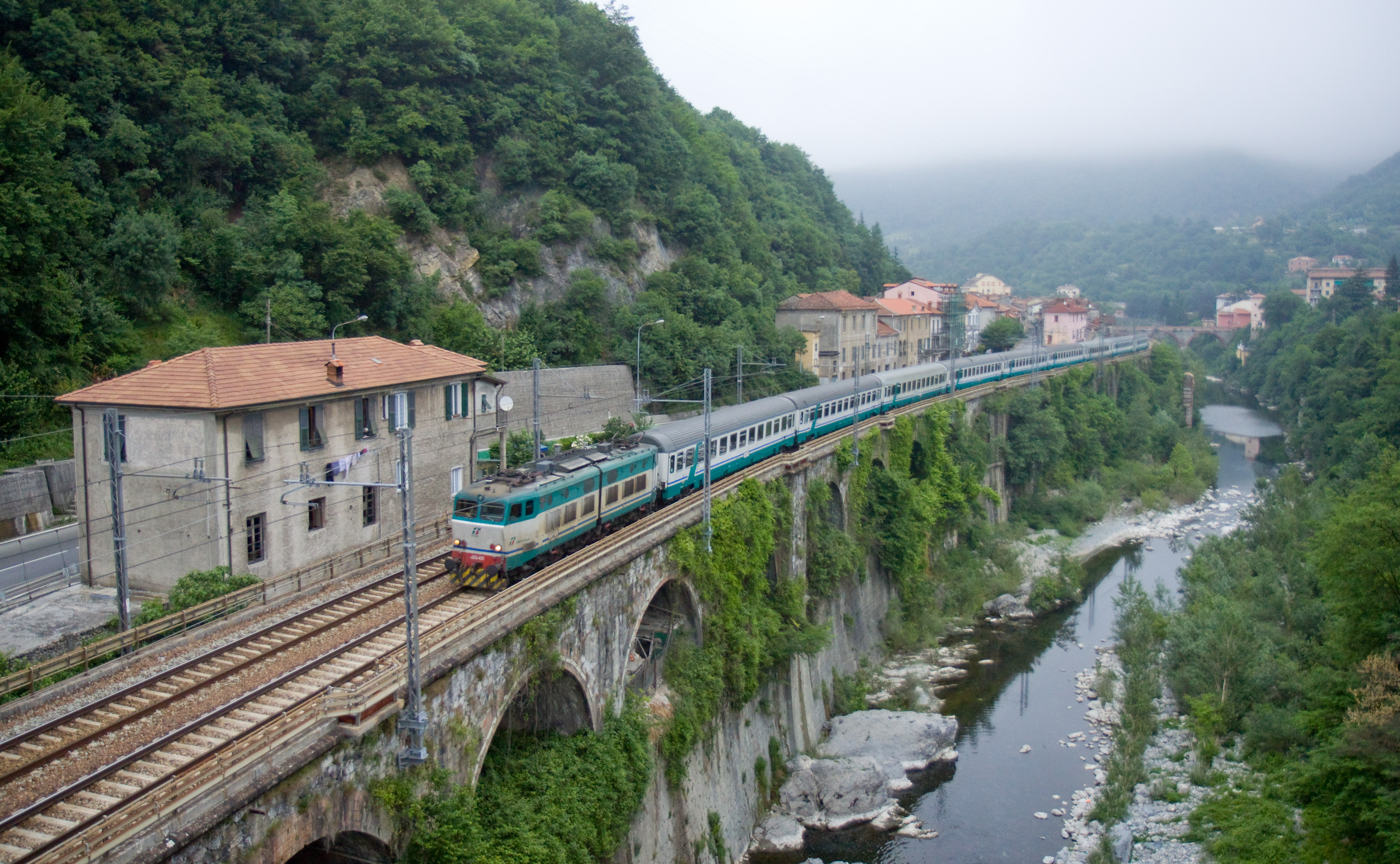
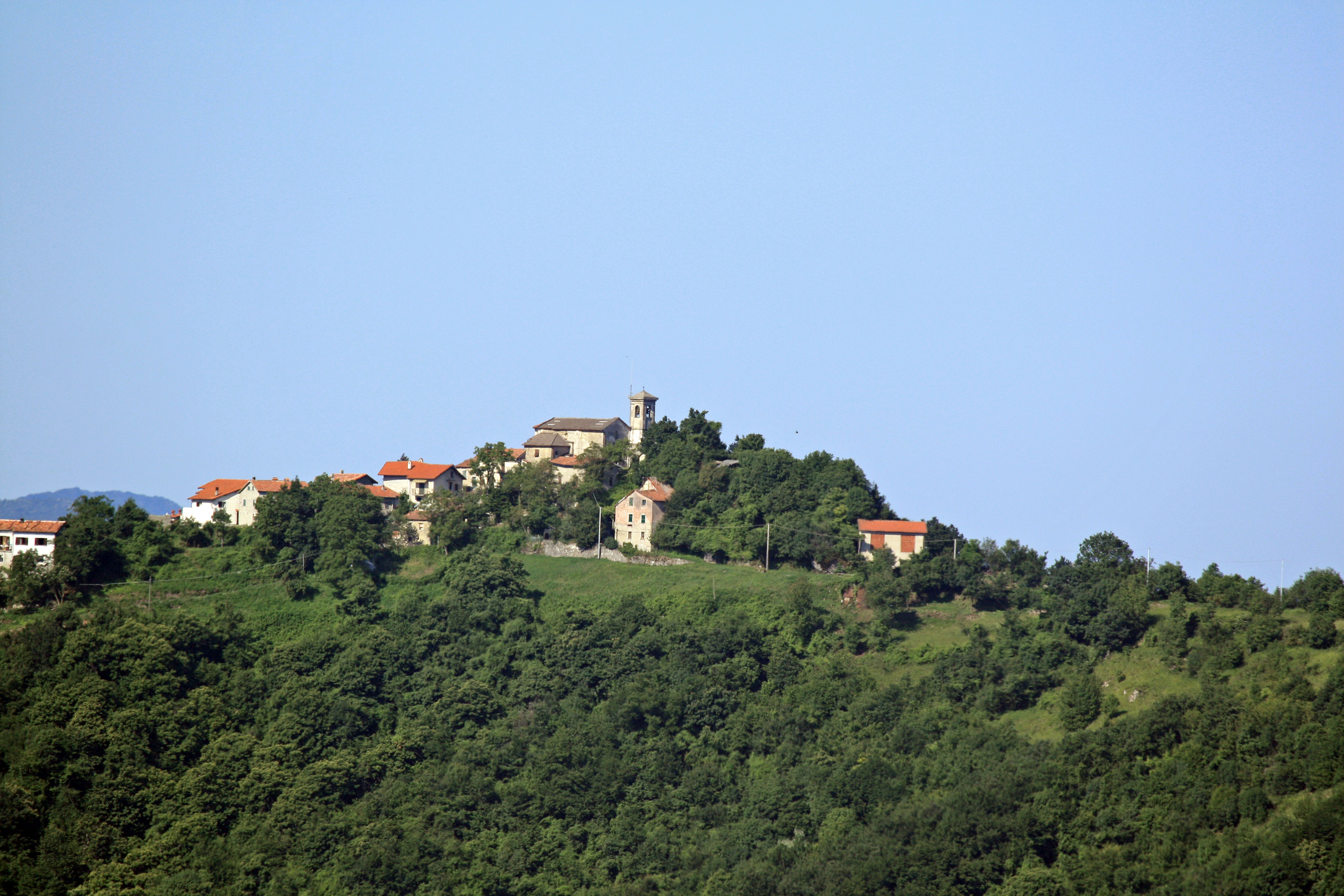

Arenzano · Avegno · Bargagli · Bogliasco · Borzonasca · Busalla · Camogli · Campo Ligure · Campomorone · Carasco · Casarza Ligure · Casella · Castiglione Chiavarese · Ceranesi · Chiavari · Cicagna · Cogoleto · Cogorno · Coreglia Ligure · Crocefieschi · Davagna · Fascia · Favale di Malvaro · Fontanigorda · Genua · Gorreto · Isola del Cantone · Lavagna · Leivi · Lorsica · Lumarzo · Masone · Mele · Mezzanego · Mignanego · Mocònesi · Moneglia · Montebruno · Montoggio · Ne · Neirone · Orero · Pieve Ligure · Portofino · Propata · Rapallo · Recco · Rezzoaglio · Ronco Scrivia · Rondanina · Rossiglione · Rovegno · San Colombano Certénoli · Sant'Olcese · Santa Margherita Ligure · Santo Stefano d'Aveto · Savignone · Serra Riccò · Sestri Levante · Sori · Tiglieto · Torriglia · Tribogna · Uscio · Valbrevenna · Vobbia · Zoagli
1. ↑  https://demo.istat.it/?l=it.